# 浄因寺 (世田谷区)
浄因寺（じょういんじ）は、東京都世田谷区北烏山にある寺院。浄土真宗本願寺派に属し、開山は1646年（正保3年）没の祐念と伝わる。旧地は麻布三河台（現在は港区六本木3-4丁目の一部）で、関東大震災後の1924年（大正13年）に築地にあった円光寺とともに烏山の現在地に移転した。浄因寺は「烏山寺町」を構成する26の寺院の1つで、最も早い時期に烏山に移転してきた寺院でもある。

## 歴史
烏山寺町のメインストリートにあたる寺院通りは、町域を南から北に横切るように約600メートル続いている。寺院通りから宗福寺（浄土宗）の角を左折し、同寺の墓地を過ぎたあたりに、妙寿寺（法華宗本門流）の敷地と路地を挟んで向かい合うような形で浄因寺がある。浄土真宗本願寺派に属し、本山は西本願寺、山号を「寿光山」という。
浄因寺はかつて麻布三河台（現在は港区六本木3-4丁目の一部）にあった。創建年は1598年（慶長3年）にさかのぼり、開山は1646年（正保3年）没の祐念と伝わる。ただし、『御府内寺社備考』という資料では「起立年代相知不申候」として不明扱いしている。1695年（元禄8年）2月に発生した火災によって古記録を焼失したため、創建当時の詳細は不明である。
『御府内寺社備考』の記述に拠ると、1708年（宝永5年）までは麻布今井寺町（現在は港区六本木3-4丁目の一部）の善学寺の隣にあったが、そこは水はけの悪い土地で墓所に水がたまるなどした上に狭かったため檀家一同が迷惑していたという。檀家の與右衛門が自分の地所のうち132坪を寄付するなどして、「境内年貢地四百廿四坪」となった。1781年（天明元年）12月4日、第6世住職勝応が本堂を再建したことが棟札によって判明している。
1878年（明治11年）10月には、赤坂檜町（現在の港区赤坂8-9丁目）にあった妙福寺を合併した。妙福寺は嘉永年間（1848年-1854年）の頃は赤坂今井町にあり、明治以後に赤坂檜町に移転した寺院である。合併時には、妙福寺の本尊阿弥陀如来像も浄因寺に移っている。
関東大震災後の1924年（大正13年）、第13世住職良雄は前住職の良啓と協力して、堂宇及び墓地を烏山の現在地に移転した。浄因寺は「烏山寺町」を構成する26の寺院の中で、最も早い時期に烏山に移転してきた寺院でもある。このとき同じく浄土真宗本願寺派の円光寺という寺院も築地から烏山に同時に移転し、良啓はこの寺の住職を務めることになった。円光寺は築地御坊内にあった寺院で、町人の墓地が多かったという。後に円光寺は埼玉県熊谷市に移転し、良啓は浄因寺の第14世住職となった。なお、円光寺は熊谷市銀座に現存している。
浄因寺は江戸詰めの福岡藩士の菩提寺であり、黒田長成（福岡黒田家第13代当主）筆の山号扁額が残っている。どのような由来で菩提寺になったかは不明であるが、版籍奉還によって江戸にいた藩士たちが引き上げると寺も衰退した。浄因寺に残る墓地には士族のものが多く、その中には菊の紋章を付けて家柄の高さをうかがわせているものも見受けられる。

## 境内と文化財
門前、本堂、墓地など
浄因寺は緑豊かな寺院で、夏にはサルスベリの古木が咲き、秋には門前の木々が紅葉となって参拝者を出迎える。本堂は東西7間、南北7間で総欅造り、屋根は銅板葺の千鳥破風で、棟の両側に据えられた鬼瓦には「五七の桐」が寺紋として使われている。
浄因寺の墓地には、浅見清次郎（彫刻家）、内藤鋠策（歌人）、安達潮花・安達瞳子親子（華道安達流家元）などの墓がある。その他に本堂の東方、参道の奥に小高い塚があり、旧福岡藩戊辰戦争戦没戦病死者旋忠碑が建立されている。碑の裏面には、藩士飛鳥安之丞他9名の名とその家臣たち9名（合計19名）の名が刻まれている。
境内地の面積は628.41坪、墓地664.59坪、本堂5501坪、庫裏客殿97.25坪、寿光会館106.39坪を測る。
彫刻、書画など
本堂には阿弥陀如来像、木造聖観音菩薩立像、聖徳太子像が安置されている。脇壇にある阿弥陀如来像は歴史の項で触れた妙福寺の旧本尊で、江戸時代の作である。像高は55.9センチメートル、台座高18.3センチメートルで寄木造、玉眼嵌入、漆箔、肉髻珠と白毫はそれぞれ水晶製である。肉身部の金泥彩は後補によるもので、左手首及び両足先のはぎ寄せが緩んでいて接着剤での補修が見られた。
木造聖観音菩薩立像と聖徳太子像は高村光雲の作で、それぞれ77歳、83歳の折のものである。。木造聖観音菩薩立像は1928年（昭和3年）の作で像高は23センチメートル、台座6センチメートルの一木造である。聖徳太子像は像高54.5センチメートル、台座15.3センチメートルの一木造で髪を角髪に結い上げ袈裟をかけた姿である。胸の前で柄香爐をとっているが、香爐の付け根部分は第二次世界大戦中、防空壕避難の際に折損したという。この聖徳太子像は、第13世住職良雄の発願によって造立された。
他の寺宝としては「歴史」の項で既に触れたとおり、江戸詰めの福岡藩士の菩提寺であった縁で黒田長成が山号扁額「寿光山」を揮毫している。長成は漢詩や書に優れた人物として知られていた。

## 交通アクセス
所在地
- 東京都世田谷区北烏山5丁目11番1号

交通
- 千歳烏山駅バス停留所から関東バス「久我山病院」行き乗車、「寺院通4番」バス停留所下車[15]。